# Rachycentron canadum
La cobia (Rachycentron canadum), también llamada esmedregal, pejepalo, bonito negro o bacalao, es un pez marino, la única especie del género Rachycentron que a su vez es el único de la familia Rachycentridae.

## Morfología
Su cabeza es ancha y aplastada. Presenta de 7 a 9 espinas en la aleta dorsal, fuertes y aisladas las primeras, y dos espinas en la aleta anal, teniendo la aleta caudal el lóbulo superior más largo que el inferior.
La parte inferior y los laterales son de color castaño-oscuro, con dos bandas plateadas estrechas bien definidas.

## Hábitat y biología
Es común en todas las aguas tropicales y subtropicales de casi todo el mundo con la única excepción del este del Pacífico, asociado a arrecifes y viviendo en un rango de profundidades entre 0 y 1200 m.
Puede vivir hasta 15 años, alcanzando una longitud de hasta 2 m, con un peso máximo publicado de 68 kg.
En el oeste del Atlántico el desove se produce durante los meses templados, siendo tanto los huevos como las larvas planctónicos.

## Pesca y gastronomía
Aunque se pesca con escaso valor comercial, ya que se captura en pequeñas cantidades por su comportamiento solitario, los ejemplares grandes son apreciados en pesca deportiva.
Su acuicultivo sí que es comercial, teniendo una carne apreciada en los mercados.